# Stephanos Constantinides
Stephanos Constantinides est un universitaire canadien, né à Chypre le 28 février 1941.

## Biographie

### Études
Né à Chypre le 28 février 1941, Stephanos Constantinides a fait ses études à l’université d’Athènes, puis à Paris, à la Sorbonne. À la Sorbonne il a entre autres étudié Thucydide avec l’helleniste renommée Jacqueline de Romilly avec qui il a obtenu une maîtrise. En 1974 il a obtenu un doctorat en sociologie politique de l’université Paris I (doctorat de troisième cycle) et en 1976 un doctorat en science politique de l’université Paris II (doctorat d’État).

### Carrière
Il a enseigné à l’Université Laval, à l’Université de Montréal et à l’Université du Québec à Montréal. Il a publié six livres dont Les Grecs du Québec, et des dizaines d’articles. Cinq livres ont été publiés sous sa direction (sociologie, histoire et science politique). 
Il fut Président du Conseil consultatif des Communautés culturelles et de l’Immigration et membre du Comité pour l’implantation du Plan d’action du Gouvernement du Québec  à l’intention des Communautés culturelles (CIPACC). Il a été aussi actif au sein de divers organismes communautaires.
Il est directeur du Centre de recherches helléniques Canada - KEEK et de la revue académique bilingue Études helléniques/Hellenic Studies.
Il a publié en trois langues soit le français, le grec et l'anglais.
Il écrit de la poésie en grec. Un de ses recueils de poésie, 'Anthumes', a été traduit par Jacques Bouchard (universitaire), néo-helleniste et professeur à l'Université de Montréal. Ce recueil comprend aussi une introduction de Jacques Bouchard (universitaire) à l'ensemble de son œuvre poétique.
Il collabore actuellement avec l'Université de Crète sur un projet pour l'éducation hellénophone dans la diaspora grecque.